# Discestra zermattensis
Discestra zermattensis är en fjärilsart som beskrevs av Max Wilhelm Karl Draudt 1934. Discestra zermattensis ingår i släktet Discestra och familjen nattflyn. Inga underarter finns listade i Catalogue of Life.